# 法賴
法賴，清太祖努爾哈赤庭院內之閒散女人，目前身份尚不明確，一說為努爾哈赤之庶妃（嬪御、妾），而另一說則為內廷服役之婦差:152

## 生平
目前並不清楚法賴是在何時、以何方式進入清太祖努爾哈赤的庭院，成為閒散女人。「閒散女人」滿文寫作「sula hehe」，有學者以康熙朝的滿文檔案對應來看，認為閒散女人有可能只是內廷服役之婦差，但尚未有定論:152。同時，亦有學者參考幾個康熙朝案例，認為閒散婦人是與家主有性關係的女性家奴，其地位無法用漢人社會中「妾」 或「婢」的概念來籠統概括，例如司法官員在處理財產繼承問題時，傾向將閒散婦人與死者之妻並列作為家庭成員，使她們名義上成為被贍養的對象，不把她們當作奴僕分給財產繼承人，並傾向認為家主死後被其親屬強制再婚的閒散婦人所生的家主兒子仍有繼承權。
根據初修本《太祖武皇帝實錄》的記載，萬歷二十七年（1599年）九月，大臣楊古里生擒孟格布祿。之後，努爾哈赤本想把自己的女兒莽古濟指配給孟格布祿為妻，讓他返回哈達國，不料「孟革卜鹵私通嬪御」，又與剛蓋通謀欲篡位。事泄之後，努爾哈赤「將孟革卜鹵、剛蓋與通姦女具伏誅」。這段文字在《滿洲實錄》中被略作改動，例如「孟革卜鹵私通嬪御」一句在漢文本中被寫為「蒙格布祿淫惡不法」，而在滿文本中則被寫為「menggebulu beile taidzu sure beile hūwai dergi sula hehe de latufi」，直譯為「蒙格布祿貝勒與太祖聰睿貝勒庭院內閒散女人通奸」:152。民國時期，甚至有民間說法指努爾哈赤「陰縱其妾與通」，即是指努爾哈赤暗地里放任他的妾侍與孟格布祿私通。
另外，一些明代民間史料亦記載了孟格布祿私通努爾哈赤妾室之事，並提及此妾名為「法賴」、「法頼」，例如明代歸安人茅瑞徵所著的《東夷考略》稱萬曆二十八年四月，努爾哈赤捏造孟格布祿與其妾法賴通姦之事，並射殺之，而明代東筦人陳建所著的《皇明從信錄》則稱努爾哈赤「尋証猛酋（孟格布祿）姦妾法頼，射殺之」。